# Irena Bobowska
Irena Bobowska (geboren am 3. September 1920 in Posen; gestorben am 27. September 1942 im Strafgefängnis Berlin-Plötzensee) war eine polnische Dichterin, Künstlerin und Widerstandskämpferin.

## Leben und Wirken

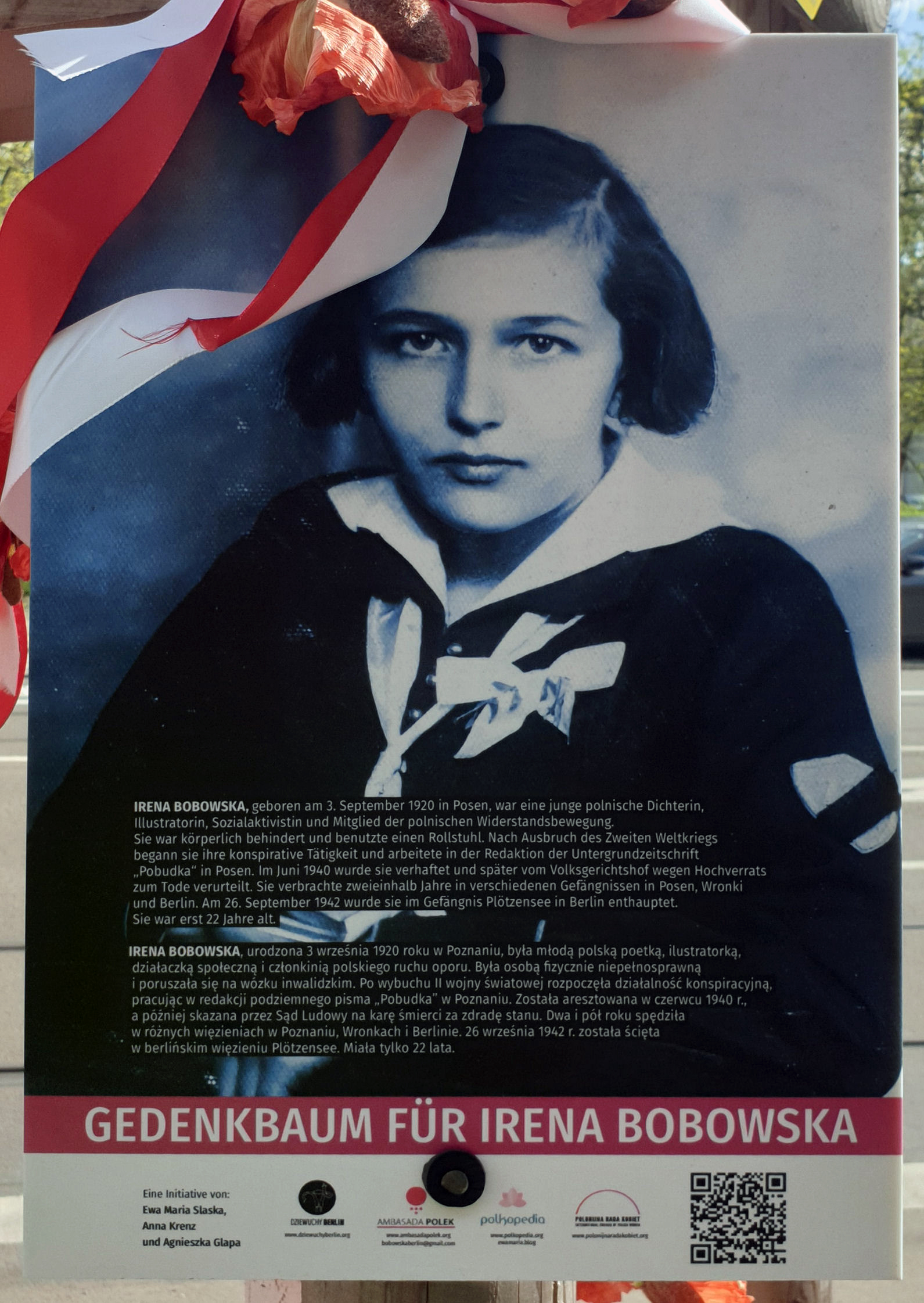
Gedenktafel, Rathenower Straße 79A, in Berlin-Moabit

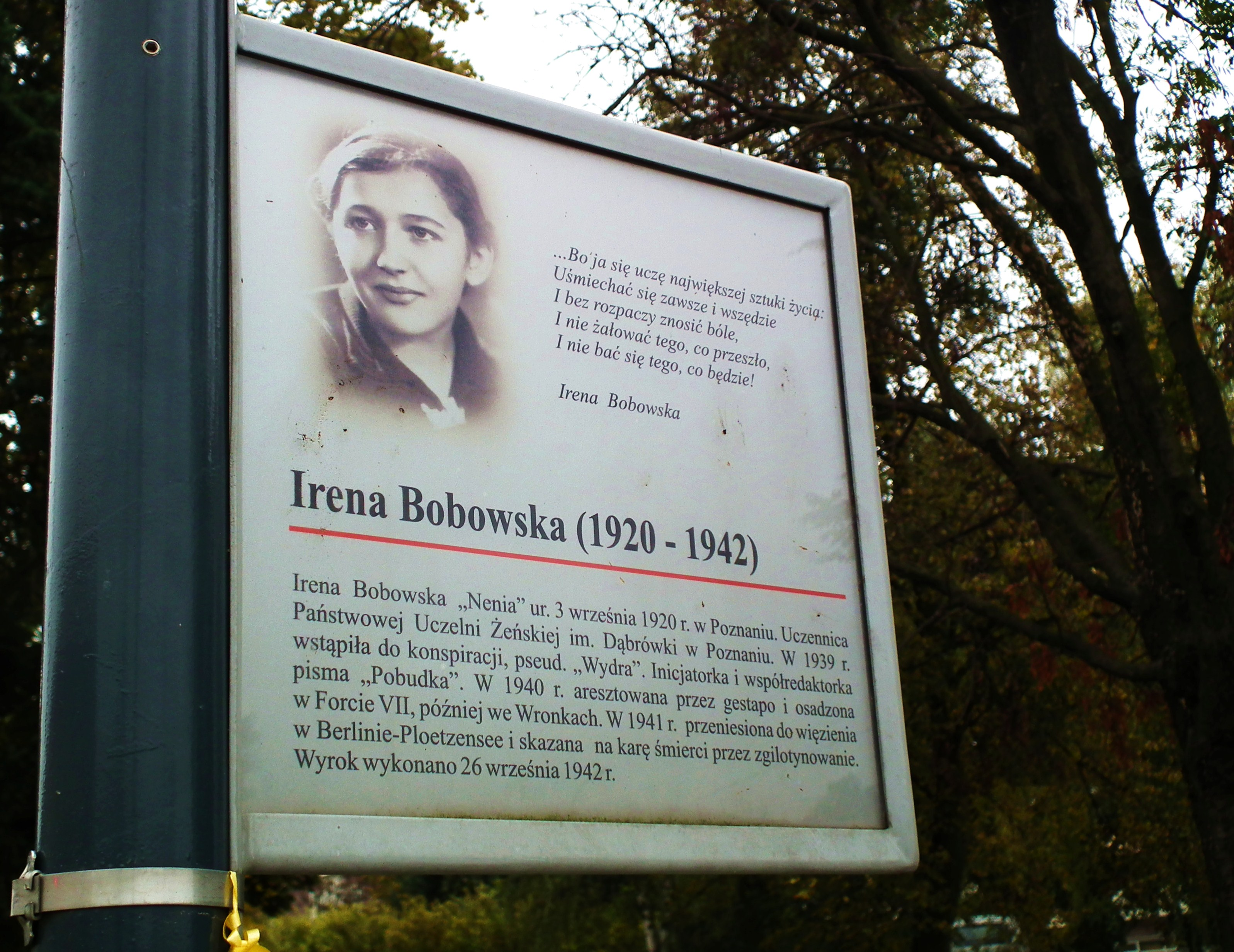
Irena Bobowska Platz in Posen

Irena Bobowska wuchs als Tochter des Armeeoffiziers Teodor Bobowski in Posen auf. In ihrer Kindheit erkrankte sie an Kinderlähmung, wodurch sie zeit ihres Lebens einen Rollstuhl nutzte. Später besuchte sie ein Gymnasium und engagierte sich in der Pfadfinderbewegung. Bobowska zeigte früh ihr ausgeprägtes künstlerisches Talent in Poesie und Zeichnen. Sie wurde von Familie und Freunden liebevoll als Nenia bezeichnet.
Nach dem Einmarsch der Wehrmacht in Posen Anfang September 1939 schloss sich Irena Bobowska einer geheimen Widerstandsgruppe an und erhielt den Decknamen Wydra. Zusammen mit ihrer Schwester Urszula Kowalska verfasste sie die Untergrundzeitschrift Pobudka (Weckruf) und verteilte diese sowie transportierte die Materialien versteckt im Rollstuhl. In ihrer Wohnung empfang sie Radionachrichten, die sie in diesem Magazin vervielfältigte. Anfang 1940 schloss sie sich der bewaffneten Untergrundorganisation Wojskowa Organizacja Ziem Zachodnich (etwa: Militärische Organisation der Westterritorien) an.
Am 20. Juni 1940 wurde Bobowska von der Gestapo festgenommen, in den Gefängnissen von Fort VII Posen  und Wronki inhaftiert und später in das Frauengefängnis Berlin-Alt-Moabit überführt. Im Berliner Strafgefängnis Plötzensee wurde sie am 24. August 1942 zum Tode verurteilt und am 27. September desselben Jahres durch die Guillotine hingerichtet. Die Urteilsbegründung führte unter anderem an, dass „Bobowska von Januar bis Mai 1940 Artikel über die politische und militärische Lage schrieb, ihre Meinung äußerte, dass sich die schlechte Lage Polens bessern würde, wenn England und Frankreich Deutschland besiegen würden, dass Polen dann gewinnen würde und sogar größer sein würde, als es im Vertrag von Versailles vereinbart wurde, dass Polen wieder auferstehen wird.“
Während ihrer Inhaftierung in Fort VII Posen verfasste sie Gedichte, die von Hoffnung und Vertrauen für eine bessere Zukunft handelten. Im Gefängnis von Wronki war sie aufgrund ihrer körperlichen Behinderung Misshandlungen ausgesetzt, die Stefania Tokarska-Kaszubowa in ihrem Werk Nenia (Kosename von Bobowska) beschrieb: „Die Deutschen wollten ihr nicht glauben, dass sie nicht laufen konnte, und misshandelten sie deshalb. Sie wurde geschlagen und wäre fast verhungert. Rollstuhl und Schienen wurden beschlagnahmt, also kroch sie auf ihren Händen und schleifte ihre Beine über den schmutzigen, kalten Betonboden.“
Trotz der schwierigen Haftbedingungen fand Irena Bobowska Wege, um Gedichte zu schreiben und Porträts ihrer Familienmitglieder aus der Erinnerung zu zeichnen. Ihr bekanntestes Gedicht, welches in Wronki entstanden ist, trägt den Titel
 „... Weil ich die größte Kunst des Lebens lerne“. Dieses Vermächtnis wurde nach ihrer Hinrichtung zusammen mit ihren Habseligkeiten an die Familie gesandt.
Im Zeitraum von 1939 bis 1945 wurden im Berliner Strafgefängnis Plötzensee über 2800 Insassen aus 20 europäischen Ländern hingerichtet, darunter 248 Frauen und Männer aus Polen. Die genaue Begräbnisstätte der meisten Opfer, einschließlich Irena Bobowska, ist unbekannt. Es wird vermutet, dass die sterblichen Überreste von Bobowska unter den achtzig Urnen sind, die auf dem Berliner Friedhof Altglienicke beigesetzt wurden. Das symbolische Grab von Irena Bobowska befindet sich auf dem Friedhof Miłostowo in Poznań.

## Ehrung
Im Jahr 2012 wurde in Posen eine Gedenktafel zu Ehren von Irena Bobowska enthüllt und der Platz nach ihr benannt.
Im September 2022 erinnerte das Projekt Fehlende Hälfte der Geschichte mit verschiedenen Veranstaltungen an das Leben und Wirken von Irena Bobowska in Berlin. Das Projekt entstand in Zusammenarbeit mit den Gruppen Dziewuchy Berlin, Polkopedia und Ambasada Polek e.V.i.G.
Am 20. März 2024 wurde eine Weißbuche an der Gefängnis-Mauer der Justizvollzugsanstalt Moabit nach Irena Bobowska benannt.